# Ерзель
Ерзель (словен. Erzelj) — поселення в горах на захід від Віпави в общині Віпава. Висота над рівнем моря: 323,4 метрів.